# Ligne de Joensuu à lomantsi
La ligne de Joensuu à lomantsi (finnois : Joensuu–Ilomantsi-rata), dite aussi ligne d'Ilomantsi (finnois : Ilomantsin rata), est une ligne de chemin de fer, à voie unique, du réseau de chemin de fer finlandais qui relie Joensuu à Ilomantsi.

## Histoire
La construction de la ligne de 70,9 kilomètres de long, s'est achevée en 1967.  Le service des voyageurs débute le 26 mai 1968. À sa construction la ligne avait des personnels dans quatre gares : Joensuu, Heinävaara, Tuupovaara et Ilomantsi. 
La circulation des trains de voyageurs prend fin en 1969.

## Exploitation
Le contrôle du trafic, uniquement de marchandises, est assuré depuis Joensuu.